# Dode de Reims
Pour les articles homonymes, voir Doda.
Sainte Dode, en latin sainte Doda, est une vierge et une sainte vivant à Reims au VIe siècle, elle est la seconde abbesse de Saint-Pierre-les-Dames à Reims.
Flodoard, dans son Historia ecclesiæ Remensis la donne comme nièce de Baldéric, prêtre, et de sainte Beuve, tous deux fondateurs de l'abbaye Saint-Pierre-les-Dames de Reims et enfants d'un roi Sigebert. Ce roi, identifié par Flodoard à Sigebert Ier (535 † 575), roi d'Austrasie, serait en fait plutôt Sigebert le Boiteux, roi de Cologne. Chronologiquement, il parait difficile de faire de Doda une fille de Chlodéric. Elle serait plutôt fille d'une fille de Sigebert le Boiteux née tardivement,.
Doda est élevée par sa tante sainte Beuve. Plus tard, elle est promise en mariage à un seigneur de la cour de Sigebert, mais Doda refuse le mariage. Le seigneur tente de l'enlever, mais meurt des suites d'une chute de cheval survenue au cours de la tentative et Dode se réfugie dans l'abbaye de sa tante. Elle lui succède comme abbesse. À la fin de sa vie, elle obtient d'un prince Pépin, probablement le maire du palais Pépin de Landen, un acte destiné à protéger sa communauté.

## Sources
« Il a existé autrefois plusieurs basiliques de saints et plusieurs monastères au dedans et autour de la ville de Reims, qui maintenant ne sont plus; cependant il subsiste encore dans la ville deux couvents de filles, dont l'un s'appelle le monastère d'en-haut, à cause de sa situation et passe pour avoir été élevé en l'honneur de la sainte Vierge et de saint Pierre par saint Baudri et sa sœur Bove, qui depuis en fut abbesse. On dit qu'ils étaient tous deux du sang royal, enfants du roi Sigebert, et eurent pour nièce Dode, jeune fille très chaste, laquelle avait été promise en mariage à un grand de la maison du roi Sigebert. Mais Bove, sa tante, qui l'instruisait à servir Dieu et à lui garder sa virginité, la détourna de l'amour de son époux. Celui-ci, voyant la résistance de la jeune fille, voulut à toute force la ravir et avoir pour femme; mais il advint que pendant qu'il cherchait par tous les moyens à exécuter ses desseins le cheval qu'il montait s’étant emporté, il tomba et se rompit le cou et la bienheureuse Dode, persistant dans son bon propos de chasteté, succéda à sa tante dans le gouvernement du monastère; c'est elle qui obtint du roi Pépin pour cette abbaye une charte d'immunités que nous avons encore. Les corps de ces deux saintes abbesses reposèrent longtemps dans l'église située hors de la ville où avait d'abord été le monastère des filles, jusqu'à ce qu'enfin, ayant été exhumés par suite de plusieurs révélations et miracles, ils furent transférés en cette nouvelle église que nous voyons aujourd'hui, où ils furent déposés avec vénération, et sont continuellement honorés par la révérence et les hommages des vierges servantes du Seigneur. »

— Flodoard, Historia ecclesiæ Remensis, Livre quatrième, chapitre XXXVIII.